# Поляков, Михаил Васильевич
Михаил Васильевич Поляков (1924 — 1992) — советский передовик сельского хозяйства, председатель колхоза имени Ильича Луховицкого района Московской области. Заслуженный работник сельского хозяйства РСФСР (1985). Герой Социалистического Труда (1976).

## Биография
Родился 6 ноября 1924 года в деревне Камнево, Московской области в крестьянской семье.
С 1938 года после получения неполного образования, в возрасте четырнадцати лет начал свою трудовую деятельность прицепщиком, позже был назначен механизатором и за трудовые достижения в работе был назначен — руководителем полеводческой бригады колхоза «Красный Борец» Московской области. 
С 1942 года призван в ряды Рабоче-Крестьянской Красной армии и направлен в действующую армию на фронт. Участник Великой Отечественной войны в составе 405-го железнодорожного артиллерийского дивизиона береговой обороны — гвардии старший краснофлотец, наводчик дальнобойного орудия. Воевал в составе  Балтийского флота, участник обороны Ленинграда. За участие в войне был награждён орденом Отечественной войны 2-й степени и медалью «За отвагу».
С  1947 года после демобилизации из рядов Советской армии начал работать  трактористом и бригадиром, позже был назначен заведующим животноводческим хозяйством колхоза «Новый путь» Московской области. С 1951 по 1982 годы, в течение более чем тридцати лет, М. В. Поляков был руководителем колхоза имени Ильича Луховицкого района Московской области. С 1955 по 1958 годы обучался на заочном отделении Коломенского сельскохозяйственного техникума. 23 июня 1966 года  Указом Президиума Верховного Совета СССР «за выдающиеся достижения в труде и по итогам работы в 1966 году»  Михаил Васильевич Поляков был награждён Орденом Трудового Красного Знамени.
Колхоз «Новый путь» Московской области во главе с М. В. Поляковым стал одним из  лучших сельхоз предприятий в Луховицком районе, из года в год добивался стабильных и высоких урожаев зерновых, кукурузы, корнеплодов и надоев молока, перевыполняя в несколько раз взятые на себя обязательства перед государством. В 1971 и в 1973 годах  Указом Президиума Верховного Совета СССР «за выдающиеся достижения в труде» Михаил Васильевич Поляков был награждён двумя Орденами Ленина.  
23 декабря 1976 года  Указом Президиума Верховного Совета СССР «за выдающиеся успехи, достигнутые во Всесоюзном социалистическом соревновании, проявленную трудовую доблесть в выполнении планов и социалистических обязательств по увеличению производства и продажи государству зерна и других сельскохозяйственных продуктов в 1976 году»  Михаил Васильевич Поляков был удостоен звания Героя Социалистического Труда с вручением Ордена Ленина и золотой медали «Серп и Молот».
Помимо основной деятельности занимался и общественно-политической работой: избирался депутатом Верховного Совета РСФСР 9-го и 10-го созывов.
Скончался 29 ноября 1992 года в деревне Павловское Луховицкого района Московской области. 

## Награды
- Медаль «Серп и Молот» (23.12.1976)
- Орден Ленина (08.4.1971, 11.12.1973, 23.12.1976)
- Орден Отечественной войны 2-й степени (11.3.1985)
- Орден Трудового Красного Знамени (23.6.1966)
- Орден «Знак Почёта»
- Медаль «За отвагу» (26.6.1944)
- Медаль «За оборону Ленинграда».

### Звание
- Заслуженный работник сельского хозяйства РСФСР (18.4.1985).